# Adolf Klügmann

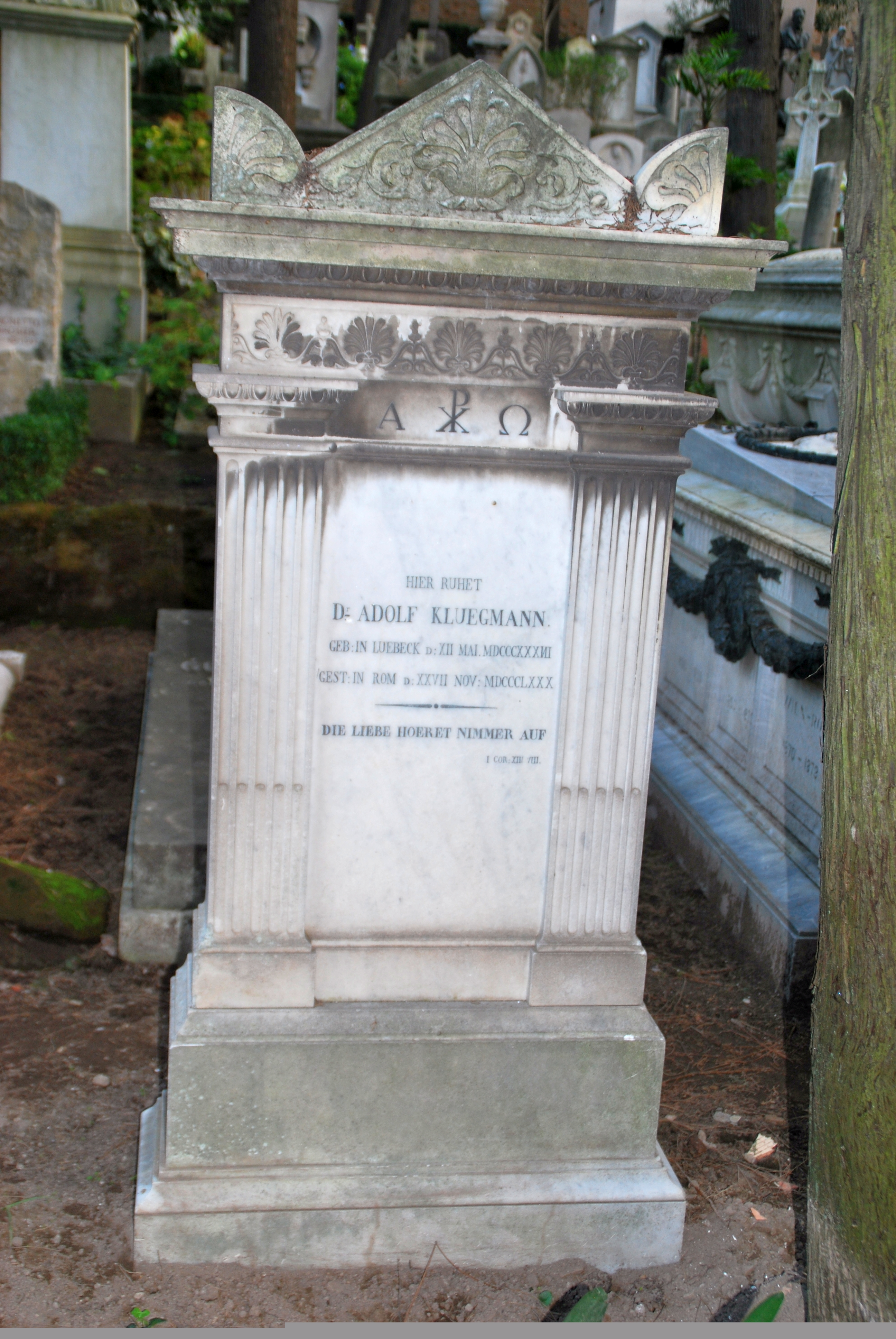

Adolf Klügmann (Lubecca, 12 maggio 1837 – Roma, 27 novembre 1880) è stato un archeologo e numismatico tedesco.

## Biografia
Fu un allievo di Otto Jahn (1813–1869) all'Università di Bonn; in seguito continuò i suoi studi alle Università di Berlino e Gottinga. A causa della debole salute, dal 1861 passò quasi tutta la sua vita a Roma dove è sepolto nel cimitero acattolico.
Dal 1873, lavorò come bibliotecario non retribuito al Deutsches Archäologisches Institut a Roma.  Nel 1878 divenne direttore del progetto Corpus Speculorum Etruscorum (un progetto per pubblicare tutti gli specchi di bronzo etruschi, progetto iniziato da Eduard Gerhard (1795–1867), e dopo la morte di Klügmann, continuato da Gustav Körte (1852–1917).
Oltre al lavoro sugli specchi etruschi, Klügmann effettuò ricerche nel campo della numismatica romana, dell'antica mitologia (in particolare sulla Amazzoni) e sulla decorazione pittorica dei vasi greci.

## Pubblicazioni
- Die Amazonen in der attischen Literatur und Kunst. (Le Amazzoni nell'arte e nella letteratura ateniese) Eine archaeologische Abhandlung, 1875
- Etruskische Spiegel. (Lo specchio etrusco) Volume 5, Reimer, Berlin 1897
- L'Effigie di Roma sui tipi monetari più antichi, 1879, Roma